# النزف التلقائي في اليد
النزف التلقائي في اليد هو حالة جلدية تتميز بحدوث نزيف بؤري تلقائي في راحة اليد أو على السطح الراحي لإصبع، مما يؤدي إلى ألم موضعي عابر يتبعه تورم سريع وتلون أزرق محلي (زرقة).:828